# Jan Škarnitzl
Jan Škarnitzl (Brandýs nad Labem, 11 de julio de 1986) es un deportista checo que compite en ciclismo de montaña en la disciplina de campo a través. Ganó dos medallas de bronce en el Campeonato Europeo de Ciclismo de Montaña, en los años 2010 y 2014.

## Palmarés internacional
| Campeonato Europeo | Campeonato Europeo    | Campeonato Europeo | Campeonato Europeo         |
| Año                | Lugar                 | Medalla            | Competición                |
| ------------------ | --------------------- | ------------------ | -------------------------- |
| 2010               | Haifa (Israel)        | Medalla de bronce  | Campo a través por relevos |
| 2014               | St. Wendel (Alemania) | Medalla de bronce  | Campo a través             |